# Heiner Wiberny

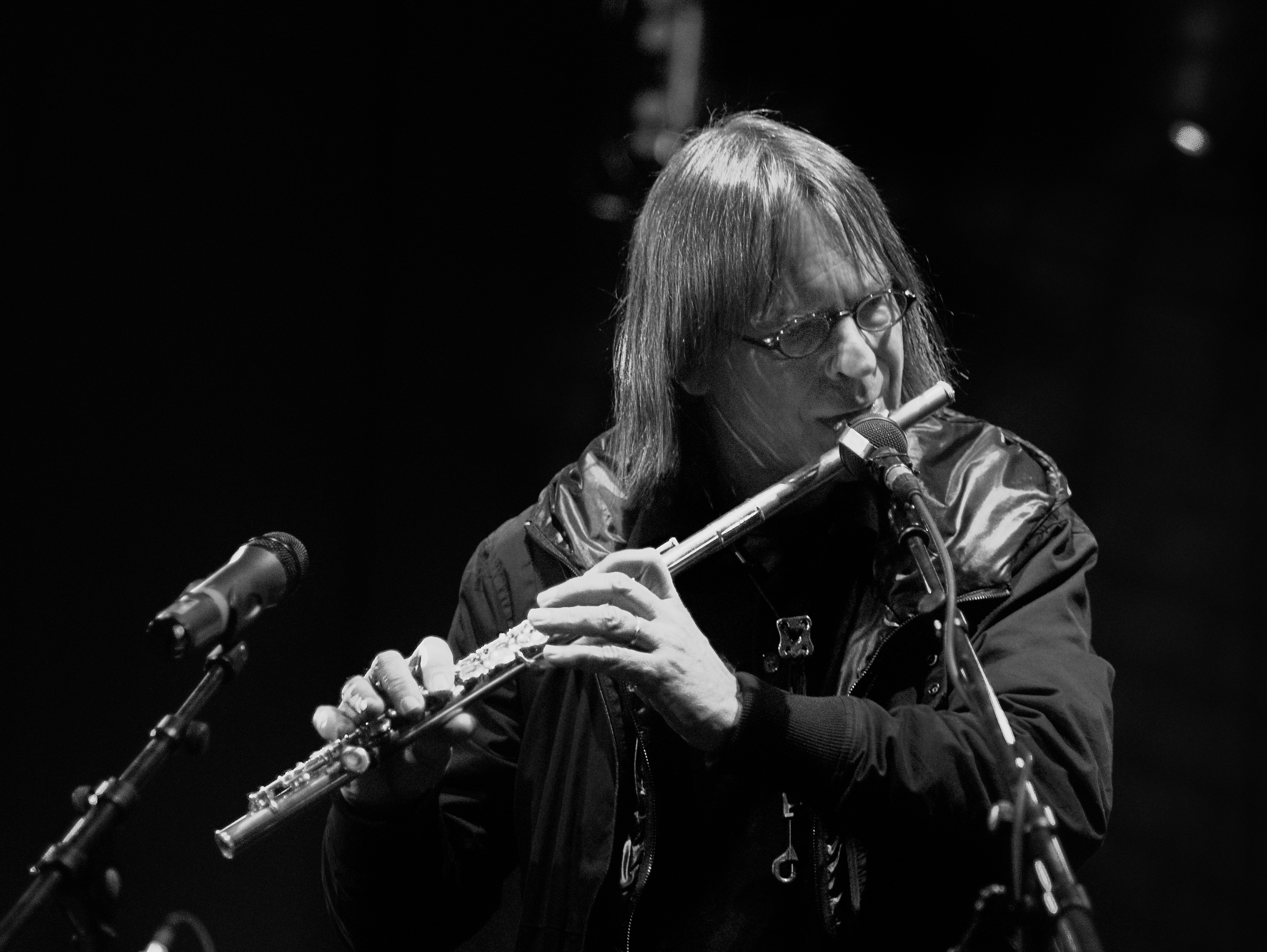
Heiner Wiberny, 2010

Heiner Wiberny (* 10. Oktober 1944 in Dinslaken als Karl-Heinz Wiberny) ist ein deutscher Jazzmusiker (Sopran-, Tenor- und Altsaxophon, auch Flöte, Bassklarinette, Komposition).

## Leben und Wirken
Wiberny studierte zunächst in Köln Romanistik, Geographie und Schulmusik, aber auch Komposition bei Bernd Alois Zimmermann und Pavel Blatný. Einem größeren Publikum fiel er zuerst als Gast von Pierre Courbois’ Association P.C. auf (LP „Erna Morena“), aber auch als Solist in Symphonieorchestern bei Aufführungen Neuer Musik (Hans-Joachim Hespos).
Seit 1974 war Wiberny als Lead-Altsaxophonist beim WDR Köln beschäftigt, zunächst in Harald Banters Media Band. 1976 unternahm er eine Tournee mit dem New Jazz Ensemble von Herbert Joos und Bernd Konrad durch Afrika. Von 1981 bis 2009 war er Mitglied der WDR Big Band Köln (Grammys 2007 und 2008). Daneben tritt er auch mit der Atlanta Jazz Band auf. Er arbeitete auch mit Kurt Edelhagen, Peter Herbolzheimer, Paul Kuhn, Manfred Schoof, Jasper van’t Hof und Markus Stockhausen. 1982 wurde ein Jazz-meets-Flamenco-Projekt, das er gemeinsam mit dem Kölner Gitarristen Wolfgang Gerhard veröffentlichte, für den Deutschen Schallplattenpreis nominiert. 2009 verabschiedete er sich mit dem Konzert Heiner’s Music im Kölner Stadtgarten aus dem offiziellen Arbeitsleben mit der WDR Big Band.
Als Komponist schrieb Wiberny Werke wie „Wolkentanz“, „Two Scorpions in Love“ oder „Ulla in Afrika“. Außerdem war er als Honorarprofessor an der Hochschule für Musik Köln tätig.